# Gustave Rolin-Jaequemyns

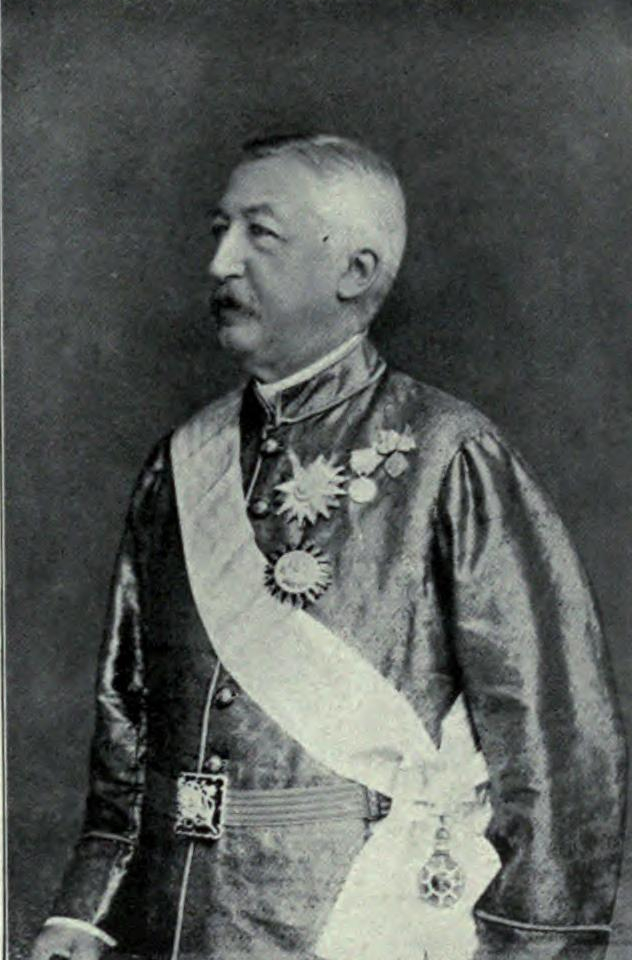
Gustave Rolin-Jacquemyns in traditioneller thailändischer Kleidung

Gustave Henri Ange Hippolyte Rolin-Jaequemyns (* 31. Januar 1835 in Gent; † 9. Januar 1902 in Brüssel; zur Schreibweise des Vornamens siehe Literatur) war ein belgischer Jurist, Politiker und Diplomat. Im September 1873 gründete er zusammen mit dem Schweizer Juristen Gustave Moynier das Institut de Droit international (Institut für Völkerrecht), eine 1904 mit dem Friedensnobelpreis ausgezeichnete und bis in die Gegenwart bestehende Institution. Er war von 1873 bis 1878 der erste Generalsekretär des Instituts und wurde 1892 zum ersten Ehrenpräsidenten ernannt. Darüber hinaus wirkte er als Mitglied für die Unitaire Liberale Partij, der ersten in Belgien gegründeten politischen Partei, und von 1878 bis 1884 als Innenminister seines Heimatlandes. Obwohl er ein zutiefst religiöser Mensch war, galt er auf Grund seines überzeugten Eintretens für die Trennung von Religion und Staat als antiklerikal und setzte sich im Rahmen der Auseinandersetzungen zwischen klerikalen und antiklerikalen Strömungen in den Jahrzehnten nach der Belgischen Revolution für die Ziele der Liberalen ein.
Durch seine Tätigkeit als Berater von König Chulalongkorn von Siam (Rama V.) spielte er ab 1892 eine wichtige Rolle bei der Reformation des heutigen Thailand zu einem Land mit modernen westlichen Standards in Rechtsprechung und Verwaltung. Da er auf diese Weise dazu beitrug, das Land vor einer Eingliederung in das Kolonialreich Frankreichs zu bewahren, wurde ihm der Ehrentitel Chao Phraya Abhai Raja (Thai: เจ้าพระยาอภัยราชา) verliehen, die höchste Anerkennung des Landes für Ausländer. Er galt bereits zu Lebzeiten als ausgewiesener Experte im Bereich des Völkerrechts, was unter anderem in seiner Aufnahme in mehrere nationale Akademien zum Ausdruck kam. Von verschiedenen Universitäten wurde ihm die Ehrendoktorwürde verliehen, darüber hinaus erhielt er eine Reihe hochrangiger staatlicher Auszeichnungen. Sowohl in seinem Heimatland Belgien als auch in Thailand steht er bis in die Gegenwart in hohem Ansehen.

## Leben

### Kindheit und Jugend
Gustave Rolin-Jaequemyns wurde 1835 als ältestes von 14 Kindern von Hippolyte Rolin und Angélique Hellebout in Gent geboren (zur Zahl der Geschwister siehe Literatur). Sein Vater hatte Rechtswissenschaften an der Universität von Leuven studiert und seine Studien später in Berlin bei Friedrich Carl von Savigny und Georg Wilhelm Friedrich Hegel fortgesetzt. Mit dem Beginn der Belgischen Revolution im Jahr 1830 war er in die Nationalversammlung gewählt worden, ab 1848 gehörte er der Abgeordnetenkammer des belgischen Parlaments an und war Minister für öffentliche Angelegenheiten.
Sein Sohn Gustave besuchte mit guten Leistungen das Gymnasium in seiner Heimatstadt und zeigte bereits früh musikalische Begabungen. Im Alter von 16 Jahren unternahm er deshalb Reisen nach Großbritannien und Frankreich, wo er in Paris mit einem ersten Preis am Lycée Charlemagne ausgezeichnet wurde. Im Anschluss an seine Rückkehr nach Gent studierte an der dortigen Universität Rechtswissenschaften und ging anschließend wie sein Vater nach Berlin für weitere Studien. Bereits im Alter von 25 Jahren wurde ihm 1860 der Lehrstuhl für moderne Politikgeschichte in Gent angeboten, den er jedoch ablehnte, um in der Anwaltskanzlei seines Vaters zu arbeiten.
Im Jahr 1859 heiratete er Emilie Jaequemyns und führte fortan den Doppelnamen „Rolin-Jaequemyns“. Aus der Ehe gingen zwei Söhne (Edouard und Paul) und drei Töchter (Marie-Jeanne, Henriette und Nelly) hervor. Als sein Schwiegervater, der als Anhänger des niederländischen Königshauses Oranien eine Vereinigung von Belgien mit den Niederlanden unterstützte, für diese Ansichten angeklagt wurde, verteidigte ihn der Vater von Gustave Rolin-Jaequemyns. Da Emilie Jaequemyns einer wohlhabenden und einflussreichen Familie entstammte, war Gustave im Rahmen der Ehe nicht darauf angewiesen, den Lebensunterhalt zu verdienen. Auf Grund dessen konnte er sich mit sozialen und juristischen Angelegenheiten auseinandersetzen.

### Aktivitäten im Bereich des Völkerrechts

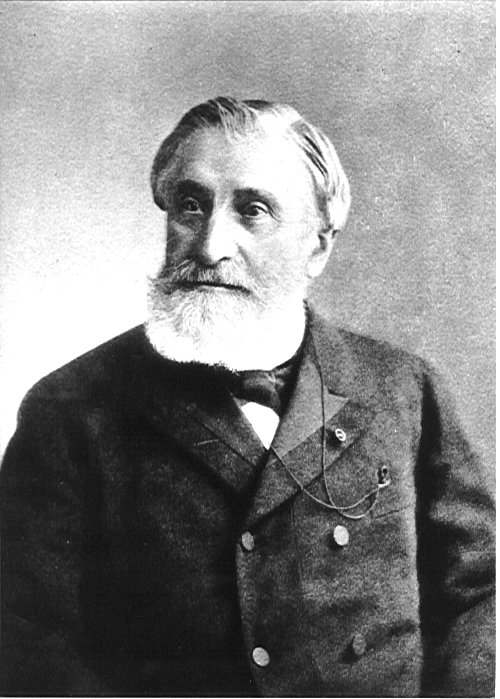
Gustave Moynier, der zusammen mit Rolin-Jaequemyns hauptverantwortlich war für die Entstehung des Institut de Droit international

Bereits früh zeigte Gustave Rolin-Jaequemyns großes Interesse für wohltätige Aktivitäten und Fragen des Allgemeinwohls. Im Jahr 1862 gründete er in Brüssel die Association International pour le Progès des Science Sociales (Internationale Vereinigung für die Weiterentwicklung der sozialen Wissenschaften). Während eines Kongresses der Vereinigung traf er mit dem niederländischen Juristen Tobias Asser und dem Engländer John Westlake zusammen. Gemeinsam begründeten sie unter dem Titel Revue de Droit International et de Legislation Comparée (Zeitschrift für internationales Recht und vergleichende Rechtswissenschaft) die erste akademische Zeitschrift für Völkerrecht. Die erste Ausgabe erschien zum Ende des Jahres 1868 mit einer Reihe von Beiträgen anerkannter Rechtsexperten der damaligen Zeit. Gustave Rolin-Jaequemyns, der zu diesem Zeitpunkt noch über keine nennenswerten Erfahrungen im Bereich des internationalen Rechts verfügte, wirkte fortan als Chefredakteur. Die Beiträge, die er selbst in der Folgezeit in der Zeitschrift veröffentlichte, waren vor allem als Chronique de droit international bezeichnete Analysen und Kommentare zur aktuellen Ereignissen und Entwicklungen. Schwerpunktthemen der ersten Ausgaben waren neben Aspekten des internationalen Privatrechts beispielsweise die Abschaffung der Todesstrafe sowie Rechtsreformen im sozialen Bereich wie Bildungsgesetze und die Reglementierung der Kinderarbeit.
Nach dem Deutsch-Französischen Krieg von 1870 bis 1871 erhielt er Briefe des deutsch-amerikanischen Juristen Francis Lieber und des Schweizers Gustave Moynier, die unabhängig voneinander die Gründung einer internationalen Organisation zur Weiterentwicklung des Völkerrechts anregten. Gustave Moynier war in diesem Bereich bereits als Präsident des 1863 gegründeten Internationalen Komitees vom Roten Kreuz (IKRK) tätig. Francis Lieber hatte unter anderem durch den Lieber Code einen wichtigen Beitrag zum humanitären Völkerrecht geleistet sowie Schriften zum Eigentums- und Arbeitsrecht sowie zu bürgerlichen Freiheiten verfasst. Gustave Rolin-Jaequemyns war auf Grund seiner guten Kontakte zu vielen Juristen in verschiedenen Ländern in einer ausgezeichneten Position, um durch Konsultationen die von Lieber und Moynier angeregte Idee umzusetzen. Darüber hinaus galt Belgien zur damaligen Zeit als Zentrum des internationalen Rechts. Neben Gustave Rolin-Jaequemyns waren in diesem Bereich beispielsweise Alphonse Rivier an der Universität Brüssel sowie der Rechtshistoriker François Laurent tätig, mit denen Gustave Rolin-Jaequemyns in freundschaftlichem Kontakt stand.
Entsprechende Beratungen im Verlauf des Jahres 1872 sowie Anfang 1873 mit Moynier sowie dem an der Universität Heidelberg wirkenden Schweizer Juristen Johann Caspar Bluntschli führten schließlich zur Gründung des Institut de Droit international (Institut für Völkerrecht) im Rathaus von Gent am 8. September 1873, nachdem am Abend zuvor eine Vorbesprechung im Haus von Gustave Rolin-Jaequemyns stattgefunden hatte. Die elf an der Gründung beteiligten Juristen waren die ersten Rechtsexperten der Geschichte, die sich selbst explizit als Völkerrechtler sahen und dabei, unter anderem auf Anregung von Gustave Rolin-Jaequemyns, eine als ésprit d'internationalité bezeichnete international orientierte Geisteshaltung als gemeinsame Anschauung propagierten. Sie begründeten damit eine auf einheitlichen normativen Grundlagen basierende Tradition des internationalen Rechts, die sich grundlegend von der durch Hugo Grotius und Francisco Suárez veröffentlichten naturalistisch-philosophischen Auffassung unterschied. Auch über das daraus entstandene europäische Staatsrecht (Le droit public de l'Europe), das vor allem auf diplomatischen Prinzipien beruhte und auf zwischenstaatliche Probleme von Souveränität, Eigenstaatlichkeit, Krieg und Frieden beschränkt war, ging diese neue Ansicht deutlich hinaus.
Gustave Rolin-Jaequemyns wurde mit der Gründung der erste Generalsekretär des Instituts und übte dieses Amt bis 1878 aus. Mit dem Institut, das noch heute besteht, war erstmals eine dauerhafte Institution entstanden, die sich auf die Weiterentwicklung des internationalen Rechts konzentrierte. Die Entstehung des Instituts gilt aus diesem Grund als die Geburtsstunde des Völkerrechts als eigenständiger Rechtsdisziplin. Seine Mitglieder leisteten im Laufe seiner Geschichte wichtige Beiträge zum Völkerrecht. Zwei Jahre nach dem Tod von Gustave Rolin-Jaequemyns wurde die Institution im Jahr 1904 mit dem Friedensnobelpreis ausgezeichnet.

### Innenpolitisches Wirken

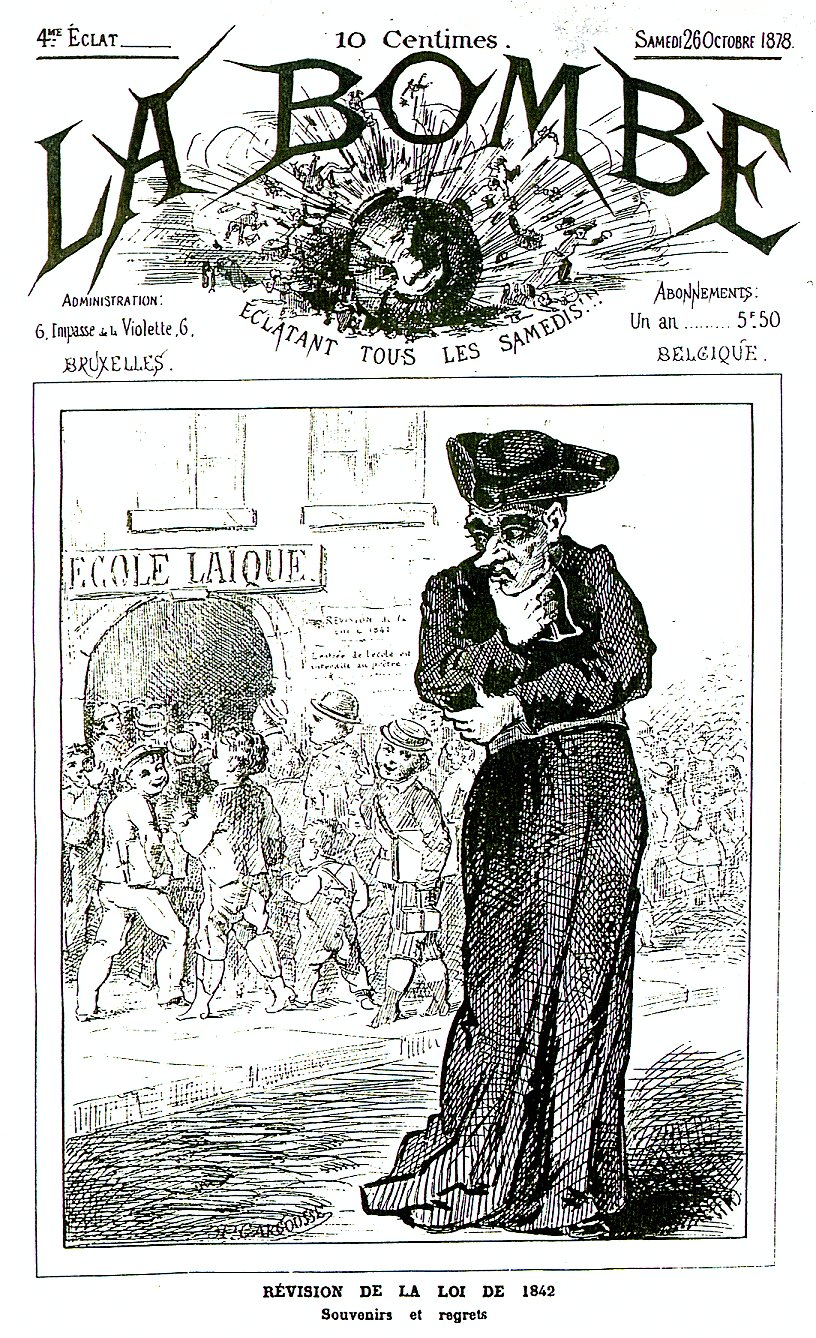
Titelseite des Satiremagazins La Bombe („Die Bombe“) über den Schulstreit; 28. Oktober 1878

Seit dem Jahr 1848 dominierten liberale Ansichten in der belgischen Politik. Auch die politischen Vorstellungen von Gustave Rolin-Jaequemyns waren trotz seines starken katholischen Glaubens liberal geprägt. Dies kam unter anderem in seiner Mitgliedschaft in der 1846 gegründeten Unitaire Liberale Partij zum Ausdruck, in der er dem moderaten Flügel angehörte. Das Wirken der belgischen Liberalen zur damaligen Zeit beschränkte sich jedoch nicht nur auf die Propagierung eines als Laissez faire bezeichneten wirtschaftsliberalen Konzepts des freien Austausches von Gütern und Dienstleistungen. Auch die Durchsetzung von bürgerlichen Freiheiten, der Widerstand gegen die Einschränkung dieser Freiheiten durch den Staat, die Befreiung des Individuums von dogmatischen Zwängen sowie die intellektuelle Weiterentwicklung der Menschen durch Bildung in den Septem artes liberales, den sogenannten freien Künsten, waren wichtige Ziele der liberalen Partei und ihrer Anhänger.
Zu den Aktivitäten von Gustave Rolin-Jaequemyns in diesem Bereich zählte unter anderem sein Vorsitz in der Van Crombrugghe Genootschap, einer von Lehrern und Schülern der städtischen Schule in Gent gegründeten flämischen Kulturvereinigung. Benannt war diese nach Joseph Van Crombrugghe, der als Genter Bürgermeister nach Ansicht der Mitglieder Herausragendes für das öffentliche Schulwesen in der Stadt geleistet hatte. Ab 1850 verschärfte sich der Konflikt zwischen der katholischen Partei und den Liberalen, auf katholischer Seite insbesondere unter dem Einfluss der am 8. Dezember 1864 von Papst Pius IX. veröffentlichten Enzyklika „Quanta Cura“ sowie der zugehörigen Schrift Syllabus errorum. Dabei handelte es sich um eine Liste von 80 Thesen, die vom Papst als falsch verurteilt wurden und zu denen unter anderem der Liberalismus zählte. Ziel der Liberalen wurde die vollständige Säkularisierung des Landes, was zum Teil zu einem militanten Antikatholizismus führte. In der Folge war die belgische Gesellschaft durch einen ausgeprägten klerikal-antiklerikalen Konflikt geprägt, der viele Bereiche des öffentlichen Lebens betraf.
Die wichtigste Auseinandersetzung im Rahmen dieses Konflikts war ein Ringen beider Seiten um die Vorherrschaft im Bildungssektor. Gustave Rolin-Jaequemyns hatte nach dem Sieg der Liberalen bei den Wahlen von 1878 das Amt des Innenministers im Kabinett von Walthère Frère-Orban übernommen. Dieser begann unmittelbar nach Amtsantritt mit Versuchen, den Einfluss der Katholischen Kirche durch ein neues Unterrichtsgesetz zurückzudrängen, was zu einer als Schoolstrijd bezeichneten Auseinandersetzung führte. Dieser Schulstreit, dessen Nachwirkungen Belgien für Jahrzehnte prägten, wurde von beiden Seiten erbittert um die Besetzung von Lehrerstellen und die Zuordnung von Schülern geführt und brachte das Land zeitweise an den Rand eines Bürgerkrieges. Von Seiten der liberalen Regierung war jedoch die Stärke und der Einfluss des Katholizismus unterschätzt worden. Die Zahl neu gegründeter katholischer Schulen übertraf bald deutlich die der öffentlichen Bildungseinrichtungen, deren Schülerzahlen merklich zurückgingen. Nach der Niederlage des liberalen Kabinetts im Jahr 1884 kam es von Seiten der Katholischen Kirche zur Exkommunikation von Gustave Rolin-Jaequemyns und der anderen Mitglieder der Regierung. Auf Grund des Einflusses seines Bruders Edouard wurde diese Entscheidung allerdings später zurückgenommen. Seine politische Karriere war mit dieser Niederlage allerdings beendet, so dass er sich fortan wieder dem Institut de Droit international und der Herausgabe der Revue de Droit International et de Legislation Comparée zuwandte.

### Engagement in der Kongo-Frage
Wie viele andere Mitglieder des Institut de Droit international hatte sich Gustave Rolin-Jaequemyns seit Mitte der 1870er Jahre mit den belgischen Kolonialbestrebungen in der afrikanischen Kongo-Region beschäftigt. So begrüßte er beispielsweise die Gründung der Association Internationale Africain im Jahr 1876 durch den belgischen König Leopold II. sowie die von diesem vorgebrachten wissenschaftlichen und philanthropischen Ziele als Beweggründe für dessen Aktivitäten, deren tatsächlicher Zweck allerdings kolonialer Natur war. Darüber hinaus vertrat er die Auffassung, dass eine Kolonisierung durch die Gründung privater Unternehmungen keinen Unterschied zwischen politischer Verwaltung auf der einen und der Verwaltung von Besitz auf der anderen Seite machen würde. Eine solche Vorgehensweise könnte aus diesem Grund keine Garantie für eine angemessene Behandlung der einheimischen Bevölkerung sowie einen effektiven Schutz der Kolonisten bieten.
Die Mitglieder des Institut de Droit international betrachteten die von November 1884 bis Februar 1885 stattfindende Kongokonferenz deshalb als Gelegenheit, klare Richtlinien für die Etablierung von kolonialen Verwaltungen in Afrika zu etablieren. Die diesbezüglichen Ergebnisse der Konferenz, die von Gustave Rolin-Jaequemyns und anderen Mitgliedern des Instituts zunächst begrüßt wurden, erwiesen sich in der Realität allerdings als enttäuschend. Vier Jahre später wurde er von Leopold II. zum Mitglied des Hohen Rates (Conseil supérieur) für den Kongo-Freistaat ernannt, einer Institution, die vom belgischen König als Reaktion auf die zunehmende Kritik eingerichtet worden war.
Wie praktisch alle Mitglieder des Instituts enthielt sich Gustave Rolin-Jaequemyns kritischer Äußerungen, als in späteren Jahren die tatsächliche Praxis Belgiens im Kongo bekannt wurde. Er beteiligte sich allerdings auch nicht an Versuchen einer Verteidigung oder Beschönigung der kolonialen Realität in der Kongo-Region, wie sie in den Jahren um die Jahrhundertwende in Veröffentlichungen einiger belgischer Juristen zum Ausdruck kam. Zu diesen zählten beispielsweise Ernest Nys, Edouard Descamps sowie Félicien Cattier, der allerdings nach einem von ihm 1895 im Revue de Droit International et de Legislation Comparée veröffentlichten Artikel, in dem er die belgische Praxis im Kongo noch verteidigte, in späteren Veröffentlichungen eine kritische Position einnahm.

### Die Modernisierung Thailands

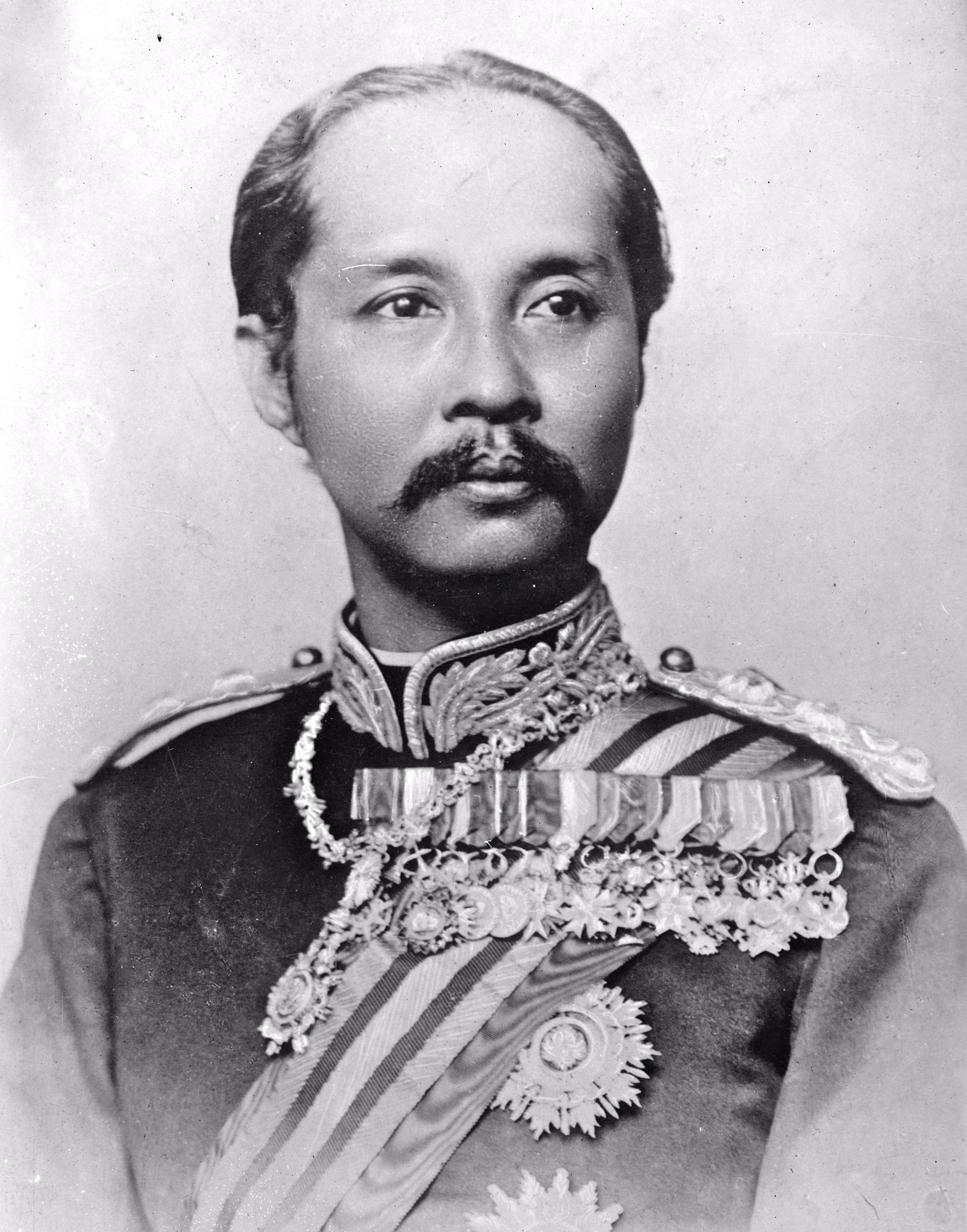
König Chulalongkorn

Nachdem sein Bruder das Vermögen der Familie durch spekulative Investitionen verloren hatte, nahm Gustave Rolin-Jaequemyns im Jahr 1891 eine Stelle an den sogenannten Gemischten Gerichtshöfen in Kairo an. Diese bestanden seit 1875 in Ägypten, das sich durch den Bau des Sueskanals stark verschuldet hatte und faktisch unter der Herrschaft der Staatsschuldenverwaltung stand, die durch den britischen Generalkonsul geleitet wurde. Die gemischten Gerichtshöfe dienten dabei der Schlichtung von Streitigkeiten zwischen Einheimischen und Ausländern. Gustave Rolin-Jaequemyns wurde in Kairo, auch auf Grund seiner musikalischen Talente, schnell zu einem angesehenen Mitglied der städtischen Gesellschaft. Während eines Festessens, das im Dezember 1891 vom britischen Botschafter veranstaltet wurde, lernte er den thailändischen Prinzen Damrong Rajanubhab kennen. Dieser war zur damaligen Zeit als Botschafter seines Landes auf der Suche nach einem international renommierten Juristen, der helfen sollte, die drohende koloniale Aufteilung Thailands zwischen Großbritannien und Frankreich zu verhindern.
Das zufällige Zusammentreffen – Prinz Damrong war nach enttäuschend verlaufenden Verhandlungen mit den Kolonialmächten bereits mit Vorbereitungen für seine Rückreise beschäftigt – wurde zu einem Wendepunkt im Leben von Gustave Rolin-Jaequemyns und in der thailändischen Geschichte. Nach Konsultationen zwischen dem Prinzen und König Chulalongkorn erhielt er das Angebot, für ein Jahresgehalt von 3.000 britischen Pfund als General Adviser (Hauptberater) des Königs tätig zu sein. Gustave Rolin-Jaequemyns akzeptierte das Angebot trotz gesundheitlicher Probleme und gegen den Widerstand seiner Frau, da er die Chance sah, seine Vorstellungen über die Prinzipien des Völkerrechts in die Praxis umzusetzen und damit zu demonstrieren, dass die Einhaltung internationaler Rechtsstandards auch ein kleines Land vor einer Vereinnahmung durch Großmächte bewahren könnte. Am 27. September 1892 kam er in Bangkok an. In seiner Funktion als General Adviser oblag ihm die Leitung einer Gruppe von ausländischen Beratern, die seit den 1860er Jahren ins Land gekommen waren. Hierzu zählten unter anderem 58 Briten, 22 Deutsche, 22 Dänen, neun Belgier und acht Italiener.
Frankreich hatte zu diesem Zeitpunkt mit Französisch-Indochina bereits ein eigenes Kolonialreich in Asien etabliert und plante die Umwandlung Siams in ein Protektorat. Die Entsendung von Kriegsschiffen und Feuergefechte am 13. Juli 1893 mit der Besatzung des Chulachomklao Forts in der Nähe der auf der Westseite an der Mündung des Mae Nam Chao Phraya (Chao-Phraya-Fluss) gelegenen Stadt Samut Prakan, die als Pak-Nam-Zwischenfall in die Geschichte eingingen, hatten die Spannungen weiter verschärft. Gustave Rolin-Jaequemyns erkannte, dass das Königreich Siam nur eine Chance auf den Erhalt seiner Unabhängigkeit hatte, wenn es moderne Standards in der Rechtsprechung und Verwaltung einführen sowie der Bevölkerung einen angemessenen Lebensstandard ermöglichen würde. Unter Zuhilfenahme seiner Beziehungen über das Institut de Droit international erreichte er zunächst einen Waffenstillstand zwischen Frankreich und Siam.
Nach der Abwendung dieser unmittelbaren Bedrohung begann er, als Berater von König Chulalongkorn (Rama V.) und mit Unterstützung anderer Juristen aus Belgien und Großbritannien einen Umbau der staatlichen und juristischen Institutionen zu organisieren, die bis dahin auf dem traditionellen buddhistischen System des Dharmaśāstra (Thai: Thammasat – ธรรมศาสตร์) beruhten. Er lernte zu diesem Zweck die thailändische Sprache und ließ umfangreiche Teile der alten Gesetzestexte übersetzen, um sich mit ihnen vertraut zu machen. Im Jahr 1895 schrieb er in einem Brief an den Präsidenten der Internationalen Vereinigung für vergleichende Rechtsstudien, dass eine Analyse der höchst interessanten, aber unbekannten siamesischen Gesetze für die Vorbereitung entsprechender Reformen unentbehrlich sei. Es wäre seiner Ansicht nach falsch, westliche Rechtsstandards einfach zu übernehmen. Stattdessen sollten die Merkmale des traditionellen Rechts erhalten bleiben und durch moderne Rechtsinstrumente und -einrichtungen ergänzt werden.
In der Folgezeit half er bei der Errichtung einer gesetzgebenden Versammlung sowie der Einführung moderner Systeme im Bereich der Verwaltung und der Buchhaltung und trug zur Reformierung der Regierungsstruktur bei. Darüber hinaus regte er verschiedene öffentliche Projekte an, so den Bau eines Eisenbahnnetzes, das die Hauptstadt mit den weiter entfernten Regionen des Landes verband. Zu den wichtigsten von ihm initiierten Errungenschaften zählt die Gründung der ersten Juristischen Fakultät des Landes in Bangkok. Die Auswirkungen von vielen seiner Reformen sind noch heute im thailändischen Staatswesen sowie im öffentlichen Leben des Landes zu finden.
Gustave Rolin-Jaequemyns blieb, von gelegentlichen Reisen nach Europa abgesehen, bis zum April 1901 in Siam, bevor er aufgrund von Gesundheitsproblemen nach Belgien zurückkehrte. Er starb im Januar 1902 in Brüssel.

## Rezeption und Nachwirkung

### Lebenswerk

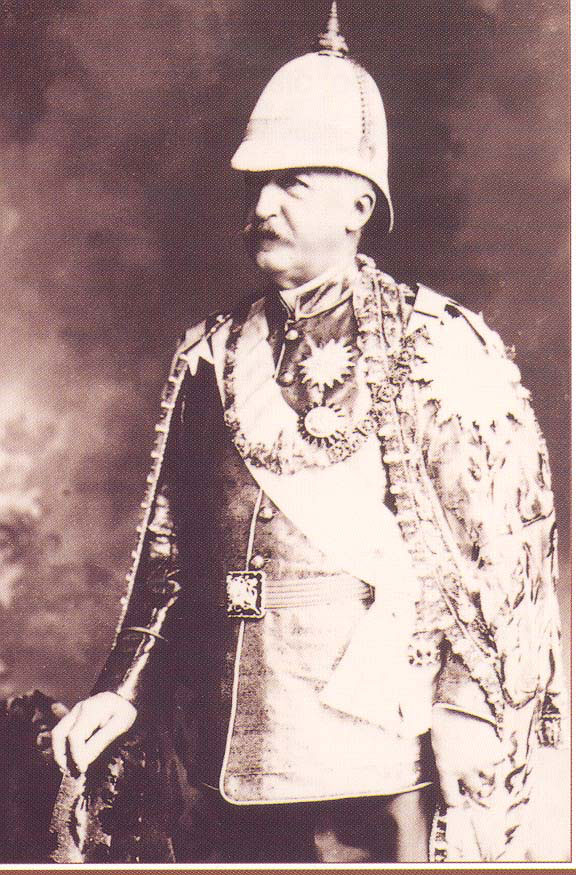
Gustave Rolin-Jaequemyns
(Bildquelle: Thailändisches Gerichtsmuseum)

Gustave Rolin-Jaequemyns wird als einer der herausragendsten Juristen in der belgischen Geschichte sowie in der Entwicklung des Völkerrechts angesehen, auch wenn er sich weniger als andere Völkerrechtsexperten seiner Zeit wie beispielsweise August von Bulmerincq oder Friedrich Fromhold Martens rechtsphilosophischen Fragestellungen sowie der Theorie und Systematik des internationalen Rechts widmete. Seine Aktivitäten waren vielmehr vorrangig durch eine praxisbezogene Perspektive geprägt und orientierten sich vor allem an den konkreten politischen und diplomatischen Auswirkungen des Völkerrechts für die Entwicklung und Ausgestaltung der internationalen Beziehungen.
Als bedeutendste Leistung von Gustave Rolin-Jaequemyns im Bereich der Rechtswissenschaften gilt sein Wirken für die Herausbildung eines umfassenden und auf einheitlichen normativen Grundlagen basierenden Verständnisses des internationalen Rechts. Hierzu leistete er vor allem mit der Begründung der Zeitschrift „Revue de Droit International et de Legislation Comparée“ sowie durch seine Rolle bei der Entstehung und Entwicklung des Institut de Droit international, für die er bereits 1892 zum ersten von bisher fünf Ehrenpräsidenten des Instituts ernannt wurde, wesentliche Beiträge.
Auch sein Sohn Edouard Rolin-Jaequemyns, sein Bruder Albéric Rolin sowie dessen Sohn Henri Rolin wirkten später als Juristen im Bereich des internationalen Rechts und waren Mitglieder des Instituts. Albéric Rolin wurde 1923 ebenfalls zum Ehrenpräsidenten ernannt, und Edouard Rolin-Jaequemyns folgte seinem Vater von 1926 bis 1927 auch im Amt des Innenministers Belgiens. Die Genter Familie Rolin gestaltete damit rund ein Jahrhundert lang die Entwicklung der Völkerrechts sowie die nationale Politik und die internationalen Beziehungen Belgiens wesentlich mit.

### Auszeichnungen und Würdigung
Bereits in der wenige Jahre nach seinem Tod von 1905 bis 1909 erschienenen sechsten Auflage von Meyers Großem Konversations-Lexikon wurde Gustave Rolin-Jaequemyns als „einer der bedeutendsten Juristen des 19. Jahrhunderts“ bezeichnet. Seine Verdienste um die Entwicklung der thailändischen Gesellschaft sowie den Erhalt der Unabhängigkeit des Landes wurden schon zu Lebzeiten gewürdigt, indem König Chulalongkorn ihn mit dem Orden des Weißen Elefanten sowie dem Ehrentitel Chao Phraya Abhai Raja Siamanukulkij (Thai: เจ้าพระยาอภัยราชาสยามานุกูลกิจ, RTGS: Aphairacha Sayamanukunkit) auszeichnete, der zuvor nur zwei anderen Ausländern verliehen worden war. Er wurde vom König mit den Worten „Die Fähigkeiten und das Auftreten dieses Mannes, der für die Regierung Siams von so entscheidender Bedeutung war, werden für immer in unserer Erinnerung erhalten bleiben“ gewürdigt (sinngemäße Übersetzung; Herkunft und Wortlaut des Zitats siehe Literatur). Auf dem Campus der Juristischen Fakultät der Thammasat-Universität in Bangkok wurde zum Andenken an ihn eine Statue errichtet.
Ausdruck der Anerkennung von Gustave Rolin-Jaequemyns in akademischen Kreisen war seine Aufnahme in mehrere nationale Akademien, so beispielsweise 1870 in Montreal, 1872 in Madrid, 1874 in Belgien und 1881 in Konstantinopel. Darüber hinaus wurde ihm von mehreren Universitäten die Ehrendoktorwürde verliehen, darunter die Universität Cambridge, die Universität Oxford und die Universität Edinburgh. Zu den wichtigsten staatlichen Auszeichnungen, die er für sein Wirken erhielt, zählten unter anderem die Aufnahme als Grand Officier (Großoffizier) in die französische Ehrenlegion, der Orden vom Niederländischen Löwen als höchster ziviler Verdienstorden in den Niederlanden, der russische Orden der Heiligen Anna und der Orden der Aufgehenden Sonne, die höchste Auszeichnung, die in Japan an Ausländer verliehen werden kann. In Belgien ist er bis in die Gegenwart eine bekannte und populäre Persönlichkeit. In der im Jahr 2005 durchgeführten Fernsehumfrage „De Grootste Belg“ („Die größten Belgier aller Zeiten“) wurde er aus 554 nominierten Personen auf Platz 373 gewählt.

### Literarische Darstellung
Gustave Rolin-Jaequemyns und sein Wirken in Siam waren die Vorlage für die literarische Figur Auguste Rolin in dem 1999 erschienenen Buch „The Siam Question“ („Die Siam-Frage“). Bei diesem von Timothy Francis Sheil verfassten Roman handelt es sich um ein Pastiche, also eine Nachahmung eines anderen Autors, da die Hauptfigur der fiktive Detektiv Sherlock Holmes des britischen Schriftstellers Arthur Conan Doyle ist. Teil der Handlung sind Todesdrohungen gegen Auguste Rolin, im weiteren Verlauf wird darüber hinaus auf ihn geschossen. Durch die Ermittlungen von Sherlock Holmes und die Unterzeichnung eines Vertrages zwischen Frankreich und Siam wird die Gefahr für sein Leben schließlich gebannt.
Zum Wirken von Gustave Rolin-Jaequemyns in Siam sind 1992 und 1996 zwei dokumentarische Bücher von Walter E.J. Tips erschienen, der seit rund 30 Jahren in Bangkok lebt.

## Werke (Auswahl)
Die Veröffentlichungen von Gustave Rolin-Jaequemyns umfassen zum einen politische Abhandlungen und juristische Aufsätze zu innenpolitischen Themen und Problemen des internationalen Rechts, zum anderen Reiseberichte und tagebuchartige Aufzeichnungen über seine Zeit in Thailand. Zu seinen Werken zählen dabei beispielsweise folgende Schriften:
- Des partis et de leur situation actuelle en Belgique. Brüssel 1864
- De la réforme électorale. Brüssel 1865
- La guerre actuelle dans ses rapports avec le droit international. Van Doosselaere, Gent 1870
- De la nécessité d'organiser une institution scientifique permanente pour favoriser l'étude et le progrès du droit international. In: Revue de Droit Internationale et de Législation Comparée. 5/1873, S. 463–491
- Note sur la théorie du droit d'intervention. In: Revue de Droit Internationale et de Législation Comparée. 8/1876, S. 673–682
- L'oeuvre de l'explorarion et de civilization de l'Afrique centrale. In: Revue de Droit Internationale et de Législation Comparée. 9/1877, S. 288–291
- L'Arménie, les Arméniens et les traités. In: Revue de Droit Internationale et de Législation Comparée. 19/1887, S. 284–325 und 21/1889, S. 291–353; Nachdruck in englischer Sprache durch John Heywood: Armenia, the Armenians and the Treaties. London 1891
- Mémoire sur quelques questions se rapportant aux relations entre le Siam et la France sous les traités existants. Co-operative Printing Society Limited, London 1896

## Weiterführende Veröffentlichungen
- Walter E.J. Tips: Gustave Rolin-Jaequemyns (Chao Phraya Aphai Raja) and the Belgian Advisers in Siam (1892–1902): An Overview of Little-Known Documents Concerning the Chakri Reformation Era. Eigenverlag des Autors, Bangkok 1992, ISBN 974-88987-8-4.
- Walter E.J. Tips: Gustave Rolin-Jaequemyns and the Making of Modern Siam: The Diaries and Letters of King Chulalongkorn's General Adviser. White Lotus Press, Bangkok 1996, ISBN 974-8496-58-9.
- Martti Koskenniemi: Gustave Rolin-Jaequemyns and the Establishment of the Institut de droit international (1873). In:  Revue belge de droit international. 37(1)/2004. Centre de Droit International de l'Institut de Sociologie de l'Université Libre de Bruxelles et du Centre de Droit International de l'Université Catholique de Louvain, S. 5–11, ISSN 0035-0788.
- Chris de Saint-Hubert: Rolin-Jaequemyns (Chao Phya Aphay Raja) And The Belgian Legal Advisors In Siam At The Turn Of The Century. In: The Journal of the Siam Society. 53(2)/1965. The Siam Society, S. 181–190, ISSN 0857-7099, online  (PDF, letzter Zugriff am 1. November 2012; 1,2 MB).